# Mackenzie Davis
Mackenzie Rio Davis (Vancouver, Columbia Británica, 1 de abril de 1987) es una actriz y modelo canadiense. Hizo su debut en la película Smashed, apareciendo más tarde en Breathe In, That Awkward Moment y What If, recibiendo de la última una nominación a los Canadian Screen Awards. Posteriormente, ha aparecido en superproducciones como The Martian, Blade Runner 2049 y Terminator: Dark Fate. También ha representado el papel de la programadora informática Cameron Howe en la serie de televisión Halt and Catch Fire, y a Yorkie en el episodio «San Junipero» de la serie Black Mirror.

## Biografía
Davis nació en Vancouver, asistió a la Universidad McGill en Montreal, Quebec. Pasó a estudiar actuación en el Neighborhood Playhouse de Nueva York, y pronto fue descubierta por Drake Doremus para su debut como actriz en la película Breathe In.
En 2015, apareció en The Martian como la ingeniera de la NASA Mindy Park. En junio de 2016, Davis se unió al reparto de la secuela de Blade Runner, titulada Blade Runner 2049, para interpretar a la replicante Mariette.

## Filmografía

### Películas
| Año  | Título                         | Papel              | Notas                                                                  |
| ---- | ------------------------------ | ------------------ | ---------------------------------------------------------------------- |
| 2011 | Alex                           | Terri              | Cortometraje                                                           |
| 2012 | Smashed                        | Millie             |                                                                        |
| 2013 | Breathe In                     | Lauren Reynolds    |                                                                        |
| 2013 | What If                        | Nicole             | Nominada – Canadian Screen Award for Best Actress in a Supporting Role |
| 2013 | Bad Turn Worse                 | Sue                |                                                                        |
| 2013 | Plato's Reality Machine        | Sophia             |                                                                        |
| 2013 | Moontown                       | Shayna             | Cortometraje                                                           |
| 2014 | That Awkward Moment            | Chelsea            |                                                                        |
| 2014 | Emptied                        | Charlotte Laurence | Cortometraje                                                           |
| 2015 | Freaks of Nature               | Petra Lane         | Papel principal                                                        |
| 2015 | A Country Called Home          | Reno               |                                                                        |
| 2015 | Memory Box                     | Isabelle           | Cortometraje                                                           |
| 2015 | The Martian                    | Mindy Park         |                                                                        |
| 2016 | Always Shine                   | Anna               | Tribeca Film Festival Award for Best Actress                           |
| 2016 | Izzy Gets the F*ck Across Town | Izzy               |                                                                        |
| 2017 | Blade Runner 2049              | Mariette           |                                                                        |
| 2018 | Tully                          | Tully              |                                                                        |
| 2019 | Terminator: Dark Fate          | Grace              |                                                                        |
| 2020 | The Turning                    | Kate               |                                                                        |
| 2020 | Irresistible                   | Diana              |                                                                        |
| 2020 | Happiest Season                | Harper             | protagonista                                                           |
| 2024 | No hables con extraños         | Louise             |                                                                        |

### Televisión
| Año       | Título                         | Papel              | Notas                          |
| --------- | ------------------------------ | ------------------ | ------------------------------ |
| 2012      | I Just Want My Pants Back      |                    | Episodio: "Safety Nets"        |
| 2014–2017 | Halt and Catch Fire            | Cameron Howe       | Papel principal                |
| 2016      | Black Mirror                   | Yorkie             | Episodio: "San Junípero"       |
| 2020      | Home Movie: The Princess Bride | Princess Buttercup | Episodio: "The Shrieking Eels" |
| 2021–2022 | Station Eleven                 | Kirsten Raymonde   | Miniserie, protagonista        |